# Prison de Jamioulx
La prison de Jamioulx est un établissement pénitentiaire situé sur la localité de Jamioulx, rue François Vandamme, dans la commune d'Ham-sur-Heure-Nalinnes en Belgique. Elle se trouve dans les bois aux confins de cette commune et de celle de Charleroi. Elle est en activité depuis le 18 octobre 1975.

## Histoire
À l'aube du XXe siècle, un projet pour une nouvelle prison dans la région de Charleroi, en remplacement de la prison de Charleroi voit le jour. Déjà en juin 1901, M. Drion, à la chambre des représentants, sollicite la construction d'une nouvelle prison à Charleroi.
Les plans sont présentés à l'exposition internationale de Bruxelles de 1958.
Le projet est concrétisé par la construction des bâtiments entre 1968 et 1975. C'est le 18 octobre 1975 que les 120 détenus de Charleroi intègrent le nouvel établissement,.
En 1984 et 2005, des travaux de désamiantage sont réalisés dans la prison.

## Capacité
La prison a une capacité théorique de + ou - 450 places.